# Эльсберг, Яков Ефимович
Яков Ефимович Э́льсберг (настоящая фамилия Шапирштейн; псевдонимы Шапирштейн-Лерс Я. Е., Лерс Я., Эльсберг Ж.; 1901—1976) — советский литературовед и критик; доктор филологических наук. Лауреат Сталинской премии второй степени (1950).

## Биография
Родился 9 (22) мая 1901 года в Одессе в богатой еврейской семье. В 1918—1919 годах учился на историко-филологическом факультете Московского университета. Ещё в 1920 году начал печататься, издал книгу о русском литературном футуризме («Общественный смысл русского литературного футуризма», 1922).
Бурно начавшаяся литературно-критическая деятельность в годы НЭПа прекратилась, поскольку Шапирштейн-Лерс попал в тюрьму, где была написана изданная в 1924 году книга «Во внутренней тюрьме ГПУ. (Наблюдения арестованного)». Некоторое время состоял секретарём Л. Б. Каменева, который тогда возглавлял Институт мировой литературы (ИМЛИ). Выступал с программными критическими статьями о советской литературе в рапповском журнале «На литературном посту». Сборники критических статей «Кризис попутчиков и настроения интеллигенции» (1930) и «Черты литературы последних лет» (1961). С 1953 года — научный сотрудник ИМЛИ, в 1956—1964 годах руководитель Отдела теории. Член СП СССР (исключён на один год в 1962 году).
Им были написаны книги: «А. И. Герцен. Былое и думы» (1930), «Стиль Щедрина» (1940), «А. И. Герцен. Жизнь и творчество» (1948), «Салтыков-Щедрин. Жизнь и творчество» (1953), «Стиль Горького и стилевые искания советской прозы» (1968). Ряд работ посвящён проблемам теории и методологии (о сатире, стиле, реализме, социалистическом реализме), борьбе с буржуазным литературоведением. Книги «О бесспорном и спорном. Новаторство социалистического реализма и классическое наследство» (1959), «Современная буржуазная литературная теория» (1972). Доктор филологических наук.
27 февраля 1962 года при разборе персонального дела Эльсберга на закрытом заседании президиума правления Московского отделения Союза писателей РСФСР (вёл этот президиум Степан Щипачёв) большинство членов президиума выступило за исключение Эльсберга из Союза писателей, только Аркадий Васильев стал настойчиво предлагать не спешить с выводами и вновь все материалы отправить в прокуратуру. Однако Эльсберг подал апелляцию, и 10 июня 1963 секретариат правления СП РСФСР это решение отменил.
В конце 1950-х—начале 1960-х был наставником и покровителем молодых сотрудников ИМЛИ П. В. Палиевского, В. В. Кожинова и С. Г. Бочарова. По воспоминаниям Вадима Ковского, «Эльсберг любил дружить с молодёжью и нередко вполне бескорыстно помогал ей», однако «умер он в полном одиночестве, на его похоронах не было ни одного родственника, и ни одна живая душа, насколько мне известно, не покусилась ни на его наследство, ни на крохотную квартирку на Кутузовском проспекте. Институт повёл себя в этой истории более чем странно, потому что никто из начальства в ИМЛИ и пальцем не пошевелил, чтобы ценная библиотека Эльсберга осталась в собственности Академии наук и пополнила институтскую коллекцию».

## Оценки
Существуют резко негативные оценки деятельности Я. Е. Эльсберга. Считается, что он является автором множества доносов на своих коллег (например И. Э. Бабеля, С. А. Макашина, Е. Л. Штейнберга, Л. Е. Пинского, Л. З. Лунгину и др.). Репутация Эльсберга была настолько одиозна, что статья в КЛЭ о нём (ещё прижизненная. - Т. 8. - Стлб. 883, 1975 г.)  опубликована с подписью «Г. П. Уткин», с намёком на учреждение, с которым он сотрудничал.
Вот что писал по поводу личности Эльсберга академик М. Л. Гаспаров:
Яков Ефимович, Жорж Эльсберг, тучное туловище, гладкая голова и глаза, как пули. У него припечатанная слава доносчика и губителя. Выжившие возвращались и даже пытались шуметь, но он все так же величаво управлял сектором теории.

## Награды и премии
- Сталинская премия второй степени (1950) — за книгу «А. И. Герцен. Жизнь и творчество» (1948)